# ریمیکس‌ها (آلبوم شکیرا)
«ریمیکس‌ها» (به انگلیسی: The Remixes) آلبومی از هنرمند اهل کلمبیا شکیرا است که در ۲۱ اکتبر ۱۹۹۷ منتشر شد.